# Juan Germán Roscio
Juan Germán Roscio Nieves (San Francisco de Tiznados, Guárico, 27 de maig de 1763 - Cúcuta, Colòmbia, 10 de març de 1821) va ser un advocat, periodista, escriptor i polític veneçolà, va ser redactor de La Gazeta de Caracas i director del Correo del Orinoco, primer canceller, cap de l'executiu durant la Primera República de Veneçuela, inspirador i redactor de l'Acta de Proclamació de la Independència (19 d'abril de 1810), de l'Acta de la Independència (5 de juliol de 1811), del Reglament Electoral per a l'elecció del Primer Congrés; de la Primera Constitució, President del Congrés de Angostura de 1819 i vicepresident de la Gran Colòmbia.

## Joventut
Roscio va néixer en les planes veneçolanes, i va ser fill de Giovanni Roscio, oficial retirat nascut a Milà (Itàlia), i de Paula María Nieves, mestissa nativa de La Victoria. Els primers anys de Juan Germán van passar en San Francisco de Tiznado en una propietat agrícola que posseïa el seu pare. Va aprendre des de nen l'italià i el llatí gràcies al pare, i va demostrar ser un estudiant molt culte i capacitat. Va viatjar a Caracas el 1774 per iniciar els seus estudis superiors sota la protecció de la filla del comte de San Javier. Durant aquest període, va cursar estudis de teologia, sagrats cànons i dret civil. El 1794 va obtenir el títol de doctor en dret canònic, i el 1800 el de civil.
Des de 1796 havia fet la petició a la Reial Audiència de Caracas, i se li va concedir la inscripció com a advocat en aquell districte judicial; però el Col·legi d'Advocats va posar traves per admetre'l, al·legant que en l'expedient de neteja de sang presentat per Roscio no figurava el qualificatiu de "índia" que en altres documents se li donava a la seva mare i a la seva àvia materna. Aquesta circumstància va dur a Roscio l'oportunitat d'iniciar un contenciós en el qual va presentar brillants al·legats que van posar en evidència la seva formació jurídica i ideològica i l'orientació filosòfica del seu pensament. El procés va durar fins a 1805, any en què Roscio va aconseguir la seva definitiva incorporació al Col·legi d'Advocats. Gràcies a aquest procés i un altre conegut com a "Judici a Inés María Paéz", Roscio és considerat un precursor de la defensa dels drets civils i la lluita contra la discriminació a Amèrica.
Quant a la seva vida marital, se sap que es va casar amb la patriota guaianesa María Dolores Cuevas, amb qui va tenir una filla anomenada Carmen Roscio Cuevas, que va néixer el mateix dia de la mort del libertador de Guárico, el 10 de març de 1821, a Cúcuta (Colòmbia).

## Vida pública
Roscio va ser un dels ideòlegs més importants de la independència de Veneçuela i principal protagonista dels esdeveniments ocorreguts a Caracas el 19 d'abril de 1810 en incorporar-se com a "Diputat del Poble" al Cabildo que es va celebrar aquest dia. Com a membre de la Junta Conservadora dels Drets de Ferran VII, va ocupar la Secretaria de Relacions Exteriors. Durant aquest temps, va sostenir una incansable tasca propagandística a favor de l'emancipació, la qual va desenvolupar a través de la premsa, correspondència epistolar i a les seves declaracions i discursos expressats al Congrés Constituent instal·lat el 2 de març de 1811, al que va assistir com a diputat de la vila de Calabozo. A més va ser el principal redactor de l'Acta de la Declaració d'Independència de Veneçuela, signada el 5 de juliol de 1811. Va participar així mateix en l'elaboració de la Constitució de Veneçuela de 1811, sancionada el 21 de desembre de 1811.
La seva preocupació per la publicació de La Gazeta de Caracas va ser notable. A partir d'octubre de 1810 va intervenir de manera decisiva en la seva edició. Des d'aquest moment, el diari adquireix un major caire polític. L'agost de 1810 funda, per decret, la històrica Sociedad Patriótica en la qual participaria després Francisco de Miranda i donaria Simón Bolívar el seu cèlebre primer discurs "Acaso 300 años de calma no bastan".
El març de 1812, va ser escollit membre del Poder Executiu Plural (triumvirat) en qualitat de suplent. En exercici del seu paper de membre de l'executiu li tocaria la missió d'imposar a Miranda el títol de Generalísimo i Dictador de Veneçuela. No obstant això, després del triomf del cap realista Domingo de Monteverde i la pèrdua de la Primera República a mitjan mateix any, Roscio va ser remès pres a Espanya, a les presons de Cadis. Després va ser traslladat a Ceuta amb set companys de presidi (referits per Monteverde com els "vuit il·lustres monstres") incloent José Cortés de Madariaga, Juan Pablo Ayala, Juan Paz del Castillo, Francisco Isnardi i Juan Baraona. Amb tres d'ells es va escapolir el 1814 fins a trobar refugi a Gibraltar encara que en arribar allí, el governador britànic els va lliurar de nou a les autoritats espanyoles. No obstant això, el Príncep Regent d'Anglaterra, després d'una carta enviada per Roscio a través del seu amic Thomas Richard, va intercedir per la llibertat dels quatre presos davant el rei Ferran VII, qui es va veure forçat a concedir-la-hi.
Roscio va arribar als Estats Units després d'estar a Jamaica. La seva obra Triunfo de la libertad sobre el despotismo es va publicar a Filadèlfia el 1817, i el 1818 es trobava en Angostura donant suport a Simón Bolívar en la en la reconstitució de la República de Veneçuela i en la creació de la Gran Colòmbia. Durant aquest lapse es va exercir com a director general de Rendes, president del Congrés d'Angostura, vicepresident del Departament de Veneçuela i Vicepresident de la Gran Colòmbia. Ocupava aquest últim càrrec quan va morir, en vigílies de celebrar-se el Congrés de Cúcuta, que presidiria.
Roscio va introduir a Veneçuela el paper moneda (va proposar que s'anomenés "bolívar"); a més va ser membre fundador del Correo del Orinoco i el seu segon director. Va ser també el precursor de la creació de la Biblioteca Nacional. Roscio va ser un home de sencera confiança de Simón Bolívar, qui des de 1819, el va mantenir com a segon en la conducció de la República. Al moment de la seva mort, estava a punt d'assumir la presidència del Congrés Fundacional de Colòmbia.
Va morir a Cúcuta quan exercia de vicepresident de la Gran Colòmbia el 10 de març de 1821.
El 28 de juny de 2011, l'Assemblea Nacional de la República Bolivariana de Veneçuela va resoldre traslladar les restes mortals de Juan Germán Roscio Nieves des de Cúcuta (Colòmbia) al Panteó Nacional de Veneçuela, l'altar més alt dels libertadores veneçolans. Ho feia arran d'una sol·licitud d'un nombrós grup de persones de Guárico, entre els quals, el vicecanceller Reinaldo Bolívar, oriünd de Guárico, el Consell Legislatiu de l'Estat Guárico
El 2013 es van celebrar els 250 anys del seu naixement i se li va dedicar un bust. A causa de les dificultats per identificar la seva tomba, el procés de trasllat de les seves restes al Panteó de Caracas s'ha retardat.